# Evangelische Kirche Neustadt (Breuberg)

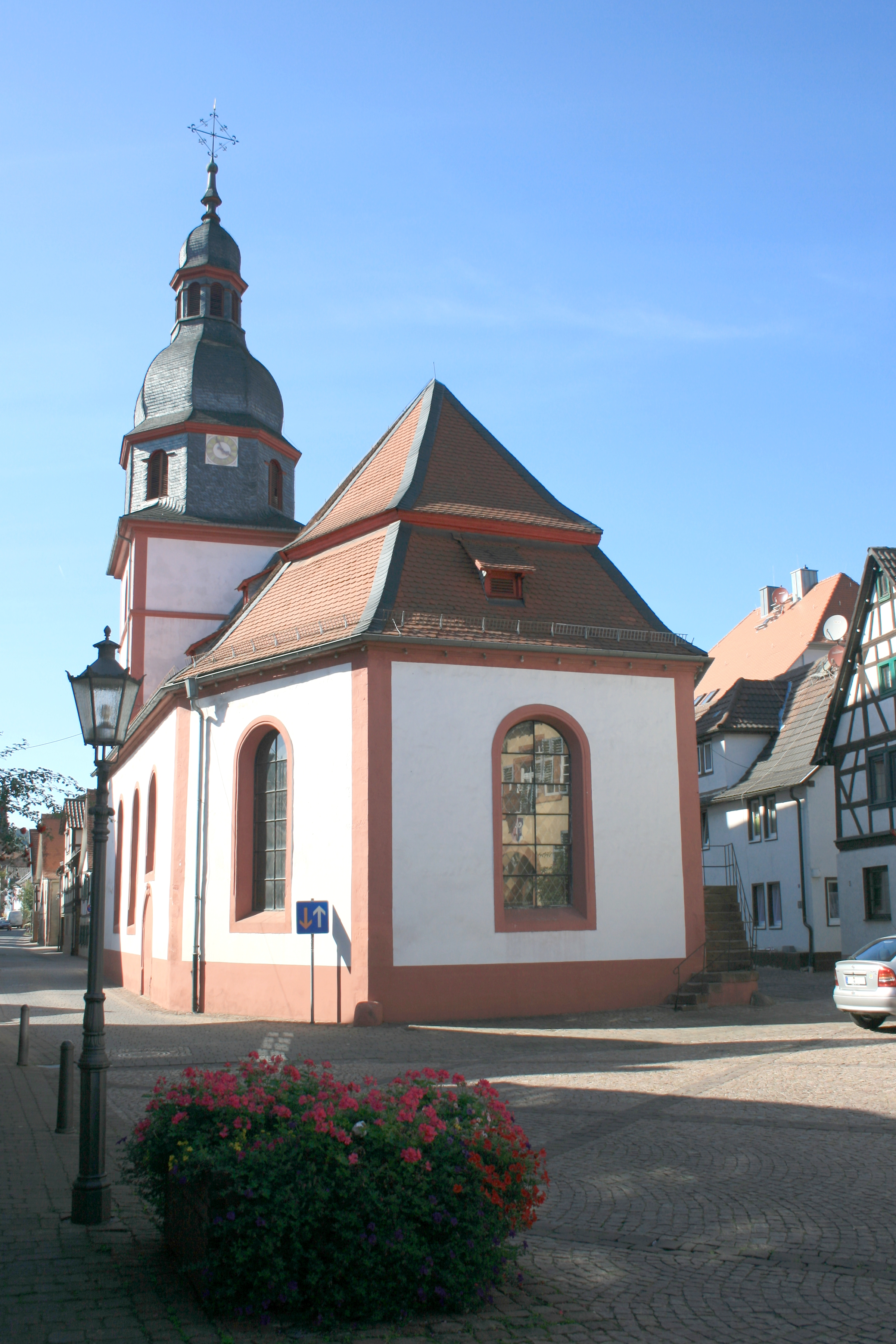
Evangelische Kirche Neustadt

Die Evangelische Kirche Neustadt ist ein denkmalgeschütztes Kirchengebäude in Neustadt, einem Stadtteil von Breuberg im Odenwaldkreis in Hessen. Die Kirchengemeinde gehört zum Dekanat Odenwald in der Propstei Starkenburg der Evangelischen Kirche in Hessen und Nassau.

## Beschreibung
Der kleinere Vorgängerbau der heutigen Saalkirche wurde 1480 im Auftrag von Wilhelm von Wertheim errichtet. An den Kirchturm im Westen wurde Ende des 15. Jahrhunderts an das Kirchenschiff angebaut. In der Mitte des 17. Jahrhunderts wurde die Kirche zu klein, da die Zahl der Einwohner nach dem Dreißigjährigen Krieg wuchs. Das Kirchenschiff wurde daher 1725 nach Norden und mit dem dreiseitig abgeschlossenen Chor nach Osten hin erweitert und mit einem Pseudomansarddach bedeckt. Der Kirchturm erhielt 1739 einen achteckigen, schiefergedeckten Aufsatz, der die Turmuhr und den Glockenstuhl beherbergt. Darauf sitzt eine gebauchte Haube mit Laterne. 
Der Innenraum ist mit einer Flachdecke überspannt, die von einem Unterzug getragen wird, der von drei Säulen gestützt wird. Die Kirchenausstattung stammt größtenteils aus dem 18. Jahrhundert. Die Patronatsloge ist zweigeschossig. Die 1717 von Johann Wilhelm Müßig gebaute Orgel mit elf Registern auf zwei Manualen und Pedal wurde von der Werner Bosch Orgelbau restauriert.